# سروایور سریز (۲۰۱۹)
سروایور سریز (۲۰۱۹) (به انگلیسی: Survivor Series) یک رویداد غیر رایگان (Pay-Per-View) در کشتی حرفه‌ای می‌باشد که توسط کمپانی دبلیودبلیوئی برای هردو برَند راو و اسمک‌دَون تهیه می‌شود و این دوره اش هم در ۲۴ نوامبر ۲۰۱۹ در مجموعه ورزشی آل‌استیت ارینا شهر رُزمُنت ایالت ایلینوی برگزار شد. این سی‌وسومین دوره از سروایور سریز بود؛ که امسال برای برند nxt نیز بود.

## زمینه‌سازی
سروایور سریز شامل مسابقاتی بین دشمنی‌های موجود، ماجراهای پیش آمده و استوری‌هایی خواهد بود که پیش از این در برنامه‌های راو یا اسمک داون پخش شده بود. کشتی‌گیرها با توجه به مسابقات یا سری اتفاقاتی که برایشان رخ می‌دهد و تنش را به حد اکثر می‌رساند، نقش منفی یا قهرمان به خود می‌گیرند.

## نتایج
| #                                                                                                 | نتایج | نوع مسابقه                                                     | مدت زمان |
| ------------------------------------------------------------------------------------------------- | --- | -------------------------------------------------------------- | -------- |
| ۱پ                                                                                                | دالف زیگلر و رابرت رود (اسمک‌داون) پیروز با حذف استریت پرافیتس (آنجلو داوکینز و مونتز فورد) (راو) | تگ تیم بتل رویال 10تیمی                                        | 8:20     |
| ۲پ                                                                                                | لیو راش (c) (ان‌اکس‌تی) پیروز مقابل آکیرا توزاوا (راو) و کالیستو (اسمک‌داون) | مسابقه تریپل ترت برای قهرمانی کمربند میان‌وزن ان‌اکس‌تی           | 8:20     |
| ۳پ                                                                                                | د وایکینگ ریدرز (اریک و آیوار) (راو) پیروز مقابل د نو دی (بیگ ای و کوفی کینگستون) (اسمک‌داون) مقابل د آندیسپیوتد ایرا (بابی فیش و کایل اورایلی) (ان‌اکس‌تی)                                                                                    | مسابقه تگ تیم تریپل ترت قهرمانان مقابل قهرمانان مقابل قهرمانان | 14:35    |
| ۴                                                                                                 | تیم ان‌اکس‌تی پیروز مقابل تیم راو (شارلوت فلر، ناتالیا، آسکا، کاییری سین و سارا لوگان) مقابل تیم اسمک‌داون (ساشا بنکس (کاپیتان)، دینا بروک، کارمِلا، لیسی اونس و نیکی کراس)1                                                                    | مسابقه تگ تیم تریپل ترت نابودی ۵ به ۵ به ۵ زنان سروایور سریز   | 28:00    |
| ۵                                                                                                 | رادریک استرانگ (قهرمان آمریکای شمالی ان‌اکس‌تی) پیروز مقابل ای‌جی استایلز (قهرمان کمربند ایالات متحده) مقابل شینسکه ناکامورا (قهرمان کمربند بین قاره‌ای اسمک‌داون) (با همراهی سمی زین)                                                           | مسابقه تریپل ترت قهرمان مقابل قهرمان مقابل قهرمان              | 16:45    |
| ۶                                                                                                 | آدام کول (c) پیروز مقابل پیت دون | مسابقه تک نفره برای قهرمانی کمربند ان‌اکس‌تی                     | 14:10    |
| ۷                                                                                                 | "د فیند" بری وایت (c) پیروز مقابل دنیل براین | مسابقه تک نفره برای قهرمانی کمربند یونیورسال دبلیودبلیوئی      | 10:10    |
| ۸                                                                                                 | تیم اسمک‌داون (رومن رینز (کاپیتان)، برن کوربین، براون استرومن، چد گیبل، علی) پیروز مقابل تیم راو (سث رالینز (کاپیتان)، رندی اورتن ،درو مک‌اینتایر ،کوین اونز، ریکوشی) مقابل تیم ان‌اکس‌تی (توماسو چامپا، دیمین پریست، مت ریدل، کیت لی و والتر)2 | مسابقه تگ تیم تریپل ترت نابودی ۵ به ۵ به ۵ مردان سروایور سریز  | 29:25    |
| ۹                                                                                                 | براک لزنر (c) (با همراهی پل هیمن) پیروز مقابل ری میستریو | مسابقه نو هولدز بارد برای قهرمانی کمربند دبلیودبلیوئی          | 7:00     |
| ۱۰                                                                                                | شینا بزلر (ان‌اکس‌تی) پیروز مقابل بِیلی (اسمک‌داون) مقابل بکی لینچ (راو) | مسابقه تریپل ترت قهرمان مقابل قهرمان مقابل قهرمان              | 18:10    |
| - (c) – نشان‌دهنده قهرمان(هایی) است که به میدان می‌روند - پ – نشان‌دهنده این است که مسابقه در پری–شو | |                                                                |          |

1. ↑  دیگر تیمها به ترتیب حذف: د فورگاتن سانز (استیو کاتلر و وسلی بلیک) ان‌اکس‌تی، لوچا هَوس پارتی (گرن متالیک و لینس دورادو) (اسمک‌داون)، کرت هاوکینز و زک رایدر (راو)، ایمپریوم (فابین آیکنر و مارسل بارثل) (ان‌اکس‌تی)، هوی مشینری (اوتیس و تاکر) (اسمک‌داون)، بریزانگو (فاندانگو و تایلر بریز) (ان‌اکس‌تی)، د ریوایوال (دش وایلدر و اسکات داوسون) (اسمک‌داون)، و د اُ.سی. (کارل اندرسون و لوک گالوز) (راو).

## موضوعات مرتبط
- فهرست قهرمانان کنونی دبلیودبلیوئی
- هل این ا سل (۲۰۱۹)